# شوگو اوماچی
شوگو اوماچی (انگلیسی: Shogo Omachi؛ زادهٔ ۴ مهٔ ۱۹۹۲) بازیکن فوتبال اهل ژاپن است.